# キラ (民族衣装)

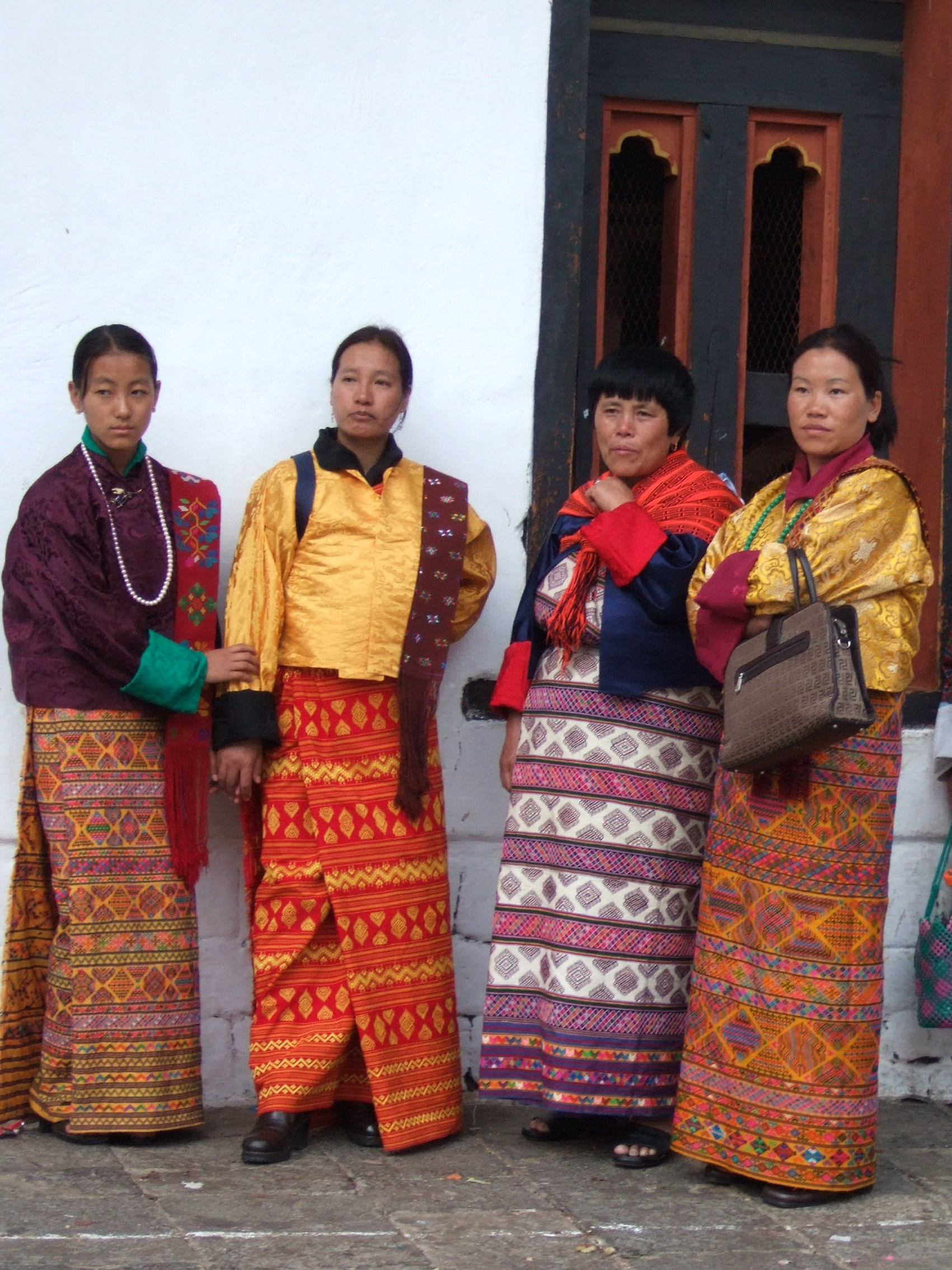
キラとテュゴを着て祭りに臨むブータン女性

キラ（Kira）は、ブータンで伝統的に着用される女性の民族衣装（男性の民族衣装はゴ）。
隣国インドのサリーの影響を受けて発展したもので、一枚布を複雑に体に巻いてワンピースのように着用する形式だが、着装法や特殊な環境への適応などの独自性から衣服文化学の世界では特異な存在である。

## 着用
キラは長さ2・5m丈1・4mのティマ（幅45cm程度の色鮮やかなブロケード（縫取織）中部から東部の家庭で自作されている）を縫い合わせた厚手の一枚布で、まずスリップ（グツム）を着たあと左肩→右脇→左肩→右肩→左脇→右肩を通って、両肩をブローチ（コマ）で留めて腰に細い腰帯（ケラ）を締めて着付ける。
キラだけでは露出する両腕を覆うものとして、下に長袖のブラウス（ケンジャ）を身につけたり、長袖の上着（テュゴ）を羽織るなどする。
さらに男性のゴにおけるカムニ（→ゴ参照）に当たるものとしてラチューと呼ばれる肩掛けを身につけ、おぶい紐や財布のようにして使う。

## 環境への適応

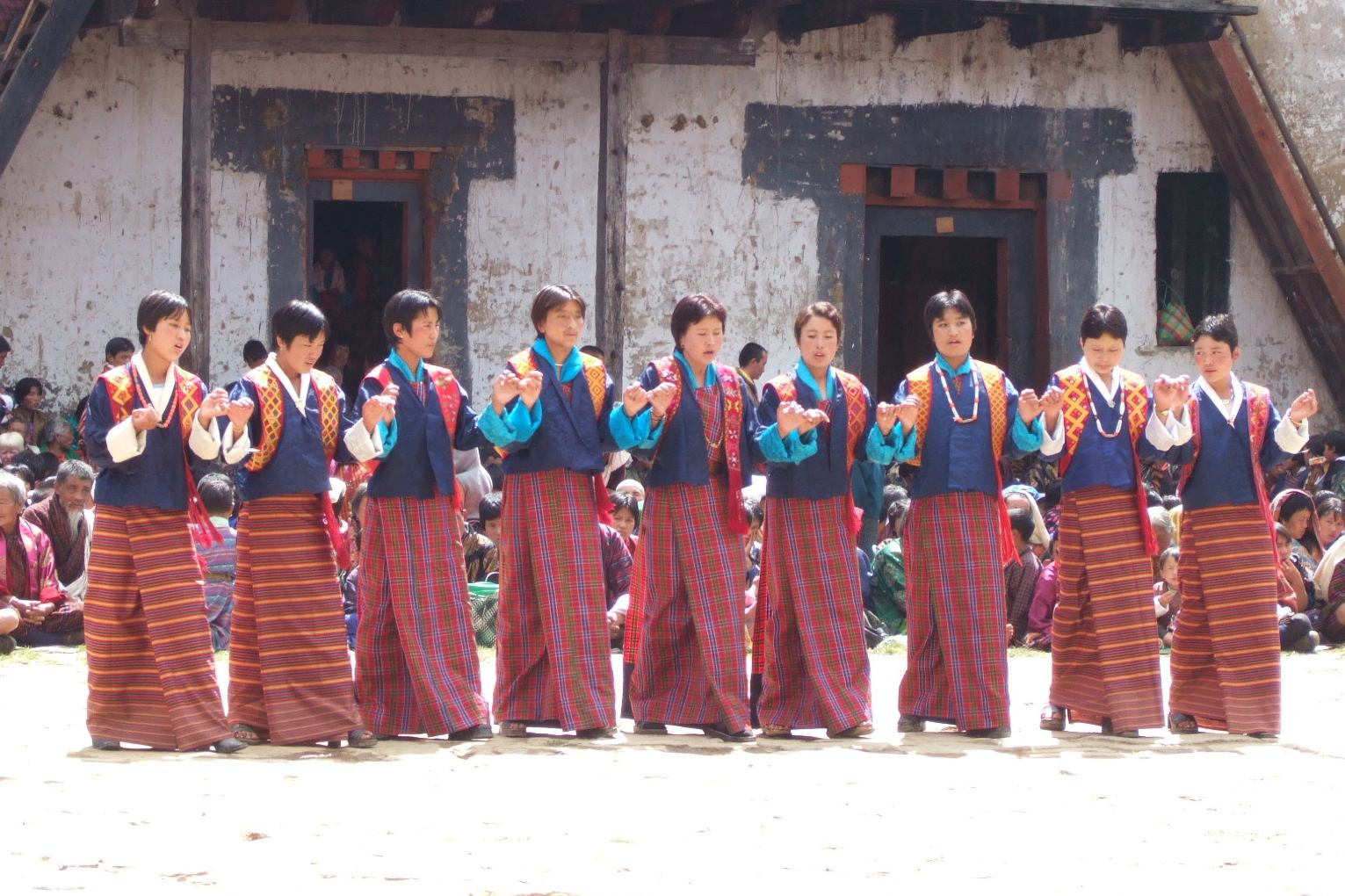
キラを着たブータンの女性

ブータン王国の国土の殆どは冷涼な山岳地帯である。
キラは、インドの文化的影響を受けているため構造としては熱帯地方に多い巻衣型に分類されるが、インド亜大陸や東南アジア地方では同系の民族衣装は通気性に優れ着脱が簡便な衣装として温暖湿潤な気候に対応している。
しかし、冷涼な山地気候のブータンではキラは目の詰まった厚手の織物で作られ、上記の複雑な着付けによって体を何重にも保護することができ、山地の強い風を防ぎ体を暖かく保つ目的にかなったものになっている。